# Han (pronomen)
Han är ett svenskt maskulint personligt pronomen i tredje person singular.

## Böjningsmodell
På svenska har han tre former.
- han: den subjektiva formen
- honom: den objektiva formen
- hans: den possesiva formen

## Exempel[1]
- Jag tycker att han är väldigt snäll.
- Jag frågade honom om jag fick låna hans penna.
- Han sa att huset är hans.
- Han sa att han hellre ville göra det själv.

## Generisk användning
"Han" används dels för att syfta på män, men används även generiskt, det vill säga att det används för person utan givet kön. Det heter till exempel: "Om någon är i nöd, hjälp honom.". Motsvarande förhållande gäller hos besläktade språk.